# Sune och Mamma Mysko
Sune och Mamma Mysko är den nittonde boken i Suneserien av Anders Jacobsson och Sören Olsson och utkom i juni 2002.

## Bokomslaget
Bokomslaget visar Sune och Karin.

## Handling
Boken handlar om Sune och hans mamma, som hellre stannar hemma än åka till Fjällen, då han varken vill frysa eller bli uppäten av mygg.
Sune tror det skall bli mysigt. Han planerar aktiviteter att klättra i klätterställningarna, bada, gå på bio, planerar Sune.
Men hans mamma vill hellre shoppa än åka vattenrutschkana, och de går på barndop samt går till flickklädesbutiker. Det blir också tjejmiddagar med hennes väninnor, och hon festat för hårt får Sune hjälpa till, och hon bjuder på öl. Sedan försöker hon sluta röka, och klär sig i en badrumsmatta.
Han tycker hon verkar konstig ibland, men visar sig vara ganska tuff gokartförare, vilket gör Sune nöjd. Då tycker han att hon är coolare än alla hans kompisar.

### Fotnoter
1. ↑  ”Sune och Mamma Mysko” (på engelska). Worldcat. 12 mars 2002. https://www.worldcat.org/title/sune-och-mamma-mysko/oclc/186041750&referer=brief_results. Läst 29 mars 2015.